# Krigsmakten
Krigsmakten var fram till årsskiftet 1974/1975 samlingsnamnet på de svenska militära myndigheterna. Begreppet ersattes av försvarsmakten. Från 1 juli 1994 ingår alla de tidigare militära myndigheterna i förvaltningsmyndigheten Försvarsmakten.

## Bakgrund
Ursprunget för begreppet krigsmakten är höljt i historiens dunkel, men det har bevisligen använts i Sverige sedan flera århundraden tillbaka. Ett namnbyte togs först upp av 1945 års försvarskommitté.
Beslutet om byte från krigsmakten till försvarsmakten fattades av Sveriges riksdag genom stiftad lag 1974 och namnbytet ägde formellt rum den 1 januari 1975. Bakgrunden till namnbytet var att "understryka det fredsbevarande syftet med Sveriges försvar", liksom att begreppet förekommer i 1974 års regeringsform. Namnbytet genomfördes dock i praktiken ute i verksamheterna successivt under många åtföljande år på grund av den stora omfattning där namnet brukades.
Från 1975 fram till 1994 var försvarsmakten (med gement f) ingen myndighet i sig utan en samlingsbeteckning för de militära myndigheterna som operativt stod under Överbefälhavaren (ÖB).
I enlighet med försvarsbeslutet 1992 bildades Försvarsmakten som förvaltningsmyndighet den 1 juli 1994 genom en sammanslagning av de fristående försvarsmyndigheterna under det tidigare huvudprogrammen 1-4 (dvs armé, marin- och flygvapenförband samt gemensam operativ ledning) och med ÖB som myndighetschef.